# Jan Prosper Witkiewicz
Jan Prosper Witkiewicz, (in lituano Jonas Prosperas Vitkevičius; in russo Ян Вѝкторович Виткѐвич?) (Pašiaušė, 24 giugno 1808 – San Pietroburgo, 8 maggio 1839), è stato un orientalista, esploratore e diplomatico russo. Di origini polacco-lituane, fu al servizio dell'Impero russo, di cui fu agente a Kabul subito prima dello scoppio della prima guerra anglo-afghana.

## Gioventù
Nacque da un'antica e illustre famiglia della nobiltà polacco-lituana della Samogizia nel villaggio lituano di Pašiaušė, ai tempi parte dell'Impero russo. Suo padre Wiktoryn Witkiewicz era vicemaresciallo della Contea di Šiauliai nominato da Napoleone durante l'invasione francese della Russia, e sua madre era Justyna Aniela, nata Mikucka. Fu lo zio paterno di Stanisław Witkiewicz, a sua volta padre di Stanisław Ignacy Witkiewicz.

## Prigionia ed esilio
Nel 1817 Witkiewicz intraprese i suoi studi al collegio gesuita di Kražiai, dove contribuì a fondare una società segreta chiamata Czarni Bracia ("Fratelli Neri"), un movimento clandestino di resistenza rivoluzionaria e nazionale che si opponeva all'occupazione russa dell'ex Stato lituano.
Nel 1823 il movimento dei "Fratelli Neri" fu smascherato dalle autorità russe quando i suoi appartenenti iniziarono ad affiggere slogan rivoluzionari su alcuni edifici pubblici e a inviare messaggi antitzaristi, poesie e appelli al patriottismo indirizzati al preside e agli studenti dell'Università di Vilnius. All'inizio del 1824 Witkiewicz, insieme ad altri cinque giovani, fu arrestato, portato nella prigione dell'ex monastero della Santa Trinità di Vilnius e interrogato. Nel tentativo di prevenire qualsiasi potenziale insurrezione tra gli altri studenti, tre dei sei prigionieri furono condannati alla pena capitale, mentre i restanti tre sarebbero stati fustigati e poi esiliati negli Urali meridionali.
Per un fortunato corso degli eventi e grazie all'interessamento del granduca Konstantin Pavlovič Romanov, il viceré de facto del Regno del Congresso, le condanne a morte vennero commutate nell'ergastolo con lavori forzati nella fortezza di Babrujsk. Privato del titolo nobiliare e di ogni contatto con la famiglia per dieci anni, Witkiewicz fu poi inviato come soldato semplice nella fortezza di Orsk, sul fiumel Ural, ai confini della steppa kazaka.

## Carriera successiva
Uomo estremamente capace, coraggioso e carismatico, Witkiewicz parlava correntemente inglese, francese, tedesco, polacco e russo. Secondo Aušrinė Slavinskienė, Witkiewicz conosceva 19 lingue europee e asiatiche. In esilio, imparò il persiano, il pashtu, il kazako e diverse lingue turche. Riconciliatosi con il governo russo, Witkiewicz entrò al servizio dell'Impero. Nel 1829 divenne interprete di Alexander von Humboldt, su suggerimento del quale fu promosso sergente. Nel 1832 fu promosso cadetto e fece parte della commissione di frontiera di Orenburg. Fu inviato nella steppa kazaka dove si impegnò nella diplomazia e nell'intelligence, raccolse informazioni geografiche ed etnografiche ed ebbe diversi scontri con i banditi. Il generale Vasilij Alekeseevič Perovskij, governatore di Orenburg, disse che Witkiewicz conosceva la regione meglio di qualsiasi altro ufficiale, passato o presente.
Nel novembre 1835, a Orsk, si unì a una carovana e nel gennaio 1836 raggiunse Bukhara, dove raccolse informazioni e discusse di commercio e diplomazia con i funzionari dell'emiro di Bukhara. Lo scopo della visita era scoprire se l'emiro sarebbe rimasto neutrale nel caso la Russia avesse attaccato il khanato di Khiva, cosa che poi avvenne con la campagna di Khiva del 1839. A Bukhara incontrò Hussein Ali, inviato da Dost Mohammed Khan, emiro di Kabul, per incontrare lo zar. Witkiewicz accompagnò Hussein Ali a Orenburg e a San Pietroburgo, che raggiunsero nel luglio 1836. Fece da interprete nelle discussioni afghano-russe, che si protrassero fino al maggio 1837.
Nel 1837, su istruzioni del ministro degli esteri russo, Karl Vasil'evič Nessel'rode, fu inviato in missione diplomatica a Kabul. Giunto a Teheran da Tbilisi, incontrò il ministro russo a Teheran, conte Ivan Simonič. Proseguendo verso est con una scorta di cosacchi, incontrò casualmente il tenente Henry Rawlinson. Parlando in turkmeno, Witkiewicz affermò di portare i doni dello zar Nicola I allo scià Muhammad Shah Qajar, che in quel momento stava marciando verso est per conquistare Herat. Quella notte Rawlinson raggiunse l'accampamento dello scià, che gli disse che la storia raccontata da Witkiewicz era una sciocchezza e che aveva dato personalmente a Witkiewicz il permesso di attraversare il suo territorio fino a Kabul. Poco dopo Witkiewicz si presentò al campo. Parlando in un prefetto francese, si scusò con Rawlinson per la sua indispensabile prudenza in un paese pericoloso. Il 1º novembre 1837 Rawlinson riferì il suo incontro all'inviato britannico in Persia, John McNeill, e la notizia raggiunse presto Calcutta e Londra. Poiché i britannici sapevano già che Simonič, e forse lo zar, avevano incoraggiato l'attacco persiano a Herat, ciò accrebbe la loro determinazione di agire in Afghanistan.
Witkiewicz raggiunse Kabul la vigilia di Natale del 1837 e cenò con il rappresentante britannico sir Alexander Burnes, l'avventuriero americano Josiah Harlan e Dost Mohammed Khan. Così Burnes descrisse Witkiewicz:
In un primo momento, Dost Mohammed Khan fu favorevole ai britannici, ma quando ricevette un ultimatum da Lord Auckland si rivolse a Witkiewicz, che si presentò come un messaggero dello zar Nicola I. Dost Mohammed Khan notò però che la lettera che Witkewicz aveva portato con sé, presumibilmente da parte di Nicola stesso, era priva di firma, anche se aveva come sigillo l'aquila bicipite dell'Impero russo. Burnes fece una copia del sigillo e la mostrò ad un esperto di numismatica, Charles Masson, che in seguito ricordò:
Nel frattempo, a Londra, Lord Palmerston, segretario di stato per gli affari esteri, aveva convocato l'ambasciatore russo conte Carlo Andrea Pozzo di Borgo, lamentandosi delle attività russe in Afghanistan. Temendo la reazione britanniche, i russi richiamarono, con la scusa che entrambi avevano oltrepassato le loro istruzioni, sia Simonič che Witkiewicz, che si trovavano all'assedio di Herat.
Witkiewicz raggiunse San Pietroburgo il 1º maggio 1839. Ciò che in seguito avvenne tra lui e il ministro Nessel'rode è controverso. Secondo un resoconto, Nessel'rode si rifiutò di incontrarlo, sostenendo di
Una settimana dopo aver raggiunto San Pietroburgo, Witkewicz fu trovato morto nella sua stanza d'albergo. Al suo fianco c'era una pistola e nella stanza un mucchio di carte bruciate. Witkiewicz si era suicidato perché Nessel'rode aveva disconosciuto le sue azioni, sostenendo di non aver ordinato la spedizione a Kabul. Prospettando la rovina della propria carriera diplomatica, Witkiewicz aveva deciso di togliersi la vita. I resoconti russi danno però un'altra interpretazione: affermano che Witkiewicz ricevette riconoscimenti e che gli fu persino concessa un'udienza con lo zar per il giorno successivo. Alludono inoltre al fatto che in realtà non si trattò di un suicidio, ma di un assassinio ordito dai britannici per impedire a Witkeiwicz di condividere le preziose informazioni raccolte sull'Afghanistan, e che i documenti furono probabilmente bruciati dagli stessi assassini. Altre fonti sostengono invece che Witkiewicz si sia suicidato dopo aver ricevuto la visita di un vecchio amico polacco, durante la quale era stato accusato di essere un traditore degli ideali della sua giovinezza e di aver servito nelle file del nemico del suo Paese.

## Riferimenti culturali
Julian Semënovič Semënov ha basato il suo libro Diplomatičeskij agent (in russo Дипломатический агент?, "L'agente diplomatico") sulla storia della vita di Witkiewicz.
Witkiewicz è protagonista di Duel' w Kabule (in russo Дуэль в Кабуле?, "Un duello a Kabul") di Mikhail Semënovič Gus e di Opasnaja doroga w Kabul (in russo Опасная дорога в Кабул?, "La pericolosa via per Kabul") di Valentin Savvič Pikul'; è citato nella novella di ispirazione simbolista Nietota. Księga tajemna Tatr ("Il libro segreto dei Monti Tatra") di Tadeusz Miciński e ha ispirato lo scrittore lituano Regimantas Dima nello scrivere il suo libro Vilniaus Plovas ("Il pilaf di Vilnius").
Alla sua vita sono ispirate le vicende dell'ufficiale russo Aleksej Nalymov nel lungometraggio Služa otečestvu (in russo Служа отечеству?, "Servendo la patria") del regista uzbeko Latif Obidovič Fayziyev .

### Ulteriori letture
- (EN) Peter Hopkirk, The Great Game, 1990.